# Квиатковски, Палома
Пало́ма Квиатко́вски (англ. Paloma Kwiatkowski, род. 29 мая 1994 года, Ванкувер) — канадская телевизионная и киноактриса. Наиболее известна по роли Талии Грейс в фильме «Перси Джексон и Море чудовищ».

## Ранняя жизнь и образование
Квиатковски родилась в Ванкувере, но живёт в Бернаби, Британская Колумбия. Её родители иммигрировали из Польши. Квиатковски окончила Среднюю школу Темплтон (англ. Templeton Secondary School) в 2012 году и собиралась поступать в Университет им. Саймона Фрэйзера (англ. Simon Fraser University), но позже передумала.

## Фильмография
| Год  |     | Русское название             | Оригинальное название          | Роль              |
| ---- | --- | ---------------------------- | ------------------------------ | ----------------- |
| 2010 | кор | Во что бы то ни стало        | Whatever it Takes              | Тиффани           |
| 2013 | ф   | Перси Джексон и Море чудовищ | Percy Jackson: Sea of Monsters | Талия Грейс       |
| 2014 | ф   |                              | Sitting on the Edge of Marlene | Сэмми             |
| 2014 | ф   | Обман                        | Cheat                          | Мэделин Шарбонно  |
| 2014 | с   | Мотель Бейтс                 | Bates Motel                    | Коди Бреннан      |
| 2015 | тф  |                              | Wuthering High                 | Кэти Эрншоу       |
| 2015 | кор |                              | The Mary Alice Brandon File    | Мэри Элис Брэндон |
| 2016 | ф   | Требуется водитель           | Who's Driving Doug             | Стефани           |
| 2016 | тф  |                              | Dying to Be Loved              | Эмили Йейтс       |
| 2016 | с   | Мотив                        | Motive                         | Сэди Новак        |
| 2016 | с   | Сверхъестественное           | Supernatural                   | Магда Петерсон    |
| 2017 | тф  | Рождественская принцесса     | Christmas Princess             | Хлоя              |
| 2018 | ф   | Во всё тяжкое                | The Professor                  | студентка         |
| 2018 | кор |                              | Beautiful Gun                  | Хлоя              |
| 2019 | ф   | Мятежницы                    | Riot Grils                     | Скретч            |